# 11104 Airion
11104 Airion è un asteroide della fascia principale esterna. Scoperto nel 1995, presenta un'orbita caratterizzata da un semiasse maggiore pari a 2,941687 UA e da un'eccentricità di 0,109174, inclinata di 11,495862° rispetto all'eclittica. Ha un diametro di 7,613 km, un periodo di rotazione di 20,416 ore e un'albedo di 0,278.
Fa parte della famiglia di asteroidi San Marcello.